# Наттер, Жерар
Жера́р Натте́р (фр. Gérard Natter) — французский кёрлингист.
В составе мужской команды Франции участник чемпионата мира 1982 (заняли десятое место). Чемпион Франции среди мужчин (1982).
Играл на позиции первого, был скипом команды (что для 1980-х годов было редкостью для игрока на этой позиции).

## Достижения
- Чемпионат Франции по кёрлингу среди мужчин: золото (1982)[3][4].

## Команды
| Сезон   | Четвёртый  | Третий         | Второй  | Первый       | Запасной               | Турниры            |
| ------- | ---------- | -------------- | ------- | ------------ | ---------------------- | ------------------ |
| 1981—82 | Андре Трон | Роджер Джекобс | Боб Лен | Жерар Наттер | тренер: Pierre Catella | ЧМ 1982 (10 место) |

(скипы выделены полужирным шрифтом)